# Melodifestivalen 1993
Melodifestivalen 1993 var den 33:e upplagan av musiktävlingen Melodifestivalen och samtidigt Sveriges uttagning till Eurovision Song Contest 1993.  
Finalen hölls i Lisebergshallen i Göteborg den 5 mars 1993, där melodin "Eloise", framförd av Arvingarna, vann, genom att fått högst totalpoäng av tv-tittarna. Det blev nämligen en stor förändring i denna upplaga att tittarna skulle få vara med och påverka utgången av finalen, vilket senast hade ägt rum i 1971 års semifinaler. För tionde gången varav tredje året i rad var finalen uppdelad i två omgångar, där jurygrupperna först bantade ned antalet finalbidrag från tio till fem tävlande för att sedan låta tittarna avgöra det hela. 
Eloise fick sedan representera Sverige i ESC 1993 som arrangerades i Millstreet på Irland den 15 maj 1993. 

## Tävlingsupplägg[1]
Upplägget för finalen var likvärdigt de två senaste åren med att tävlingen var uppdelad i två röstningsomgångar. I den första omgången framfördes alla tio tävlingsbidrag varpå elva jurygrupper fick i en sluten omröstning rösta fram fem av bidragen som skulle tävla om segern. I samband med att programledarna läste upp vilka bidrag som hade röstats vidare (och att dessa finalister fick sjunga om) meddelades en stor överraskning i att tv-tittarna skulle få vara med och rösta i den avgörande omgången. Detta var en stor nyhet även om tittarna hade haft liknande makt i två tidigare Melodifestivalupplagor (finalen 1962 samt semifinalerna 1971).
Efter att alla fem finalister hade sjungit en andra gång öppnades telefonslussarna vilka sedan var öppna under finalens paus. När programmet sedan återkom efter pausen redovisades rösterna distrikt för distrikt, men den här gången inte som jurystäder utan efter sändningsområden. 
I övrigt hölls en antagning inför festivalen där vem som helst som var svensk medborgare eller folkbokförd i Sverige vid den tiden fick skicka in bidrag. Enligt Sveriges Television blev det ett rekordår då det skickades in 1 530 bidrag till tävlingen, ett rekord som behölls i nio år.

### Kritik mot det nya upplägget
Att omröstningen med tittarnas hjälp hölls hemligt (endast programledarna samt några till i programmets redaktion sades känna till detta) var för att skivbolagen inte skulle kunna anordna telefonkedjor i förväg. På grund av det stora intresset överbelastades telefonnätet till och från, så pass att det dåvarande larmnumret 90 000 slogs ut på vissa orter.
Själva upplägget fick däremot kritik från flera av de som varit juryordförande vilka ansåg att man överspelat dem helt och hållet. I juryernas resultatlista för den andra röstningsomgången, som publicerades av Aftonbladet, visade det sig att Nick Borgens We are all the winners skulle ha vunnit medan den riktiga vinnaren Eloise hade kommit på femte plats. Några liknande överraskningsmoment togs bort till året därpå och först i festivalen 1999 gavs tittarna makt i avgörandet. 

### Jurygruppernas sammansättning
Jurygrupperna var sammansatta på samma sätt som året innan med att varje jurygrupp skulle bestå av tio personer varav hälften män och hälften kvinnor i åldrarna 16-60 år. Totalt i hela gruppen skulle hälften vara musikkunniga och hälften utgöra allmänheten. Varje jury hade en ordförande som hade utslagsröst.

### Återkommande artister
| Artist            | Tidigare år (med placering) (Melodifestivalen) | Tidigare år (med placering) (ESC) |
| ----------------- | ---------------------------------------------- | --------------------------------- |
| Christer Björkman | 1992 (1:a)                                     | 1992 (22:a)                       |
| Lena Pålsson      | 1992 (6:a)                                     | –                                 |

### Övrigt
- Allmänheten i de olika distrikten visade sig vara oerhört eniga i telefonomröstningen. I ett enda distrikt resulterade rösterna i att placering 4 och 5 blev omvänd mot röstningen i övriga distrikt, annars hade samtliga distrikt exakt samma bidrag på placeringarna 1-5.
- Likt Carola 1983 fick Arvingarna full pott av samtliga distrikt, dock var det telefonröster som avgjorde det hela.

## Finalkvällen

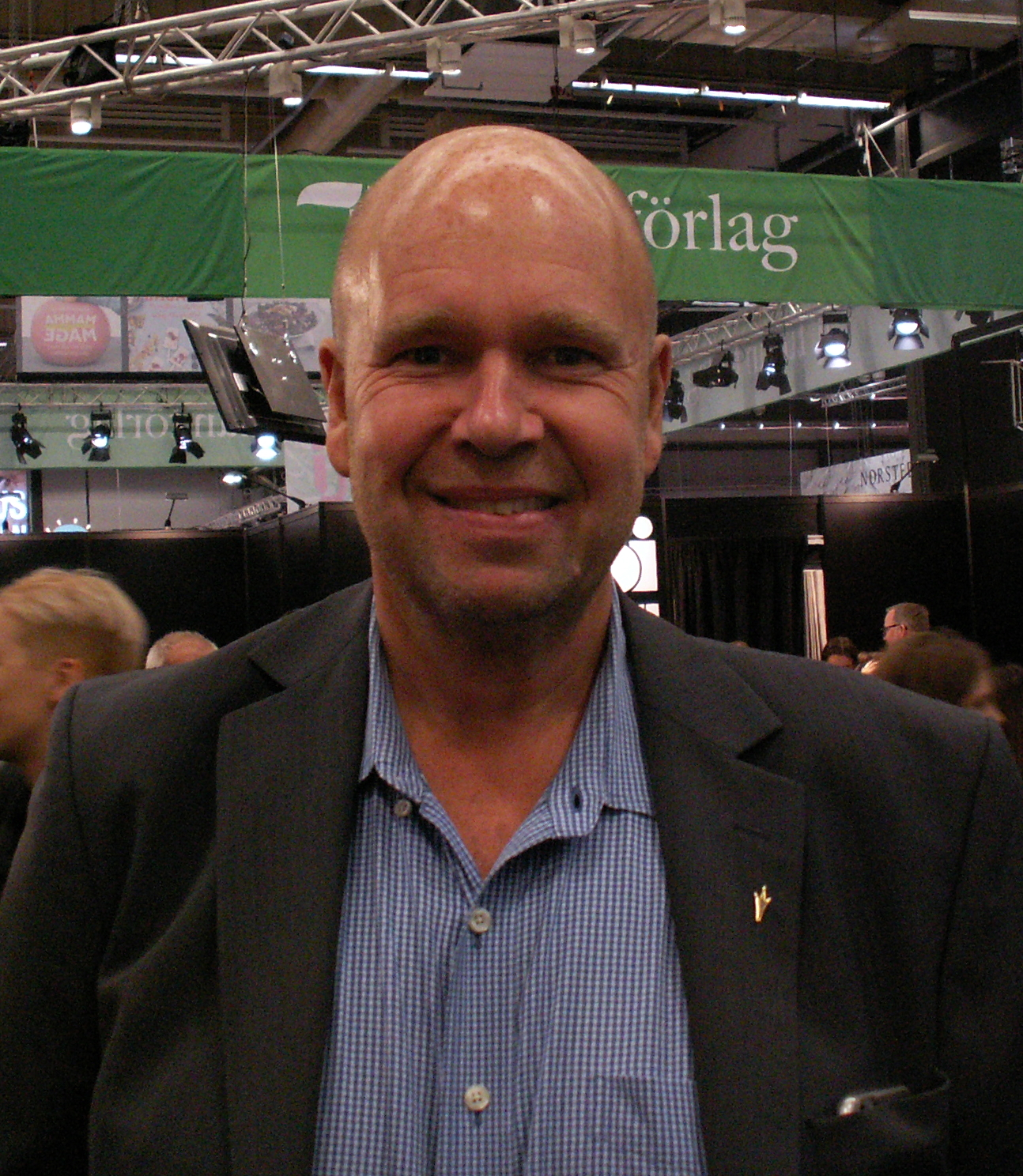
Lasse Kronér var en av programledarna det här året (tillsammans med sin sånggrupp Triple & Touch. Bilden är från 2016.

Finalen av festivalen 1993 direktsändes i TV2 den 5 mars 1993 kl. 20.00-20.45 och 22.15-22.30 från Lisebergshallen i Göteborg. Programledare var medlemmarna i sånggruppen Triple & Touch: Lasse Kronér, Göran Rudbo och Ken Wennerholm. Kapellmästare var Curt-Eric Holmquist och i kören sjöng Katarina Millton, Karin Wester-Bergmark och Peeter Wiik. Kronér hade brutit benet innan sändningen, därför kom han in i en rullstol och använde kryckor.     
Upplägget för finalen fortsatte som de två senaste åren, dvs. en finalkväll i två omgångar. Först framfördes de tio bidragen varpå jurygrupper i Luleå, Umeå, Sundsvall, Falun, Örebro, Karlstad, Stockholm, Norrköping, Växjö, Malmö och Göteborg fick rösta fram fem av tävlingsbidragen till en avgörande omgång. Övriga bidrag fick dela på sjätteplatsen. I den andra omgången slopades sedan jurydistrikten och telefonröstning infördes vilket innebar att tittarna fick ringa och rösta fram vem av de fem framröstade finalisterna som skulle vinna.     
De röster som inkommit i varje distrikt omvandlades till poäng som delades ut till bidragen enligt samma skala som jurygrupperna skulle ha haft: bidraget som i varje distrikt fått flest röster fick 8 poäng, distriktets telefontvåa fick 6 poäng, telefontrean 4 poäng, telefonfyran 2 poäng och telefonfemman 1 poäng. Det tävlingsbidrag som efter tittaromgången fått högst totalpoäng vann. I tittarnas omröstning räknades jurydistrikten om till sju stycken sändningsdistrikt varför fyra jurystäder (Umeå, Sundsvall, Örebro och Karlstad) inte räknades in.    
Inför avslöjandet av vilka melodier som hade röstats vidare till den andra omgången uppträdde Triple & Touch tillsammans med Loa Falkman.    

### Första omgången

#### Startlista
Nedan listas bidragen i startordning i den första omgången. Bidrag med beige bakgrund tog sig till andra omgången.
Resterande låtar placerade sig på delad sjätte plats.
| Nr | Artist              | Låt                    | Låtskrivare (Text & musik)                      | Anmärkning |
| -- | ------------------- | ---------------------- | ----------------------------------------------- | ---------- |
| 1  | N.E.O.              | Högt i det blå         | Dan Ådahl (tm)                                  | Utslagen   |
| 2  | Monica Silverstrand | Vågornas sång          | Per Andréasson (tm), Anders Dannvik (tm)        | Till Final |
| 3  | Lena Pålsson        | Sjunde himlen          | Stephan Berg (tm)                               | Till Final |
| 4  | Fredrik Swahn       | På vingar av kärlek    | Kjell-Åke Norén (tm)                            | Utslagen   |
| 5  | Nick Borgen         | We Are All the Winners | Nick Borgen (tm)                                | Till Final |
| 6  | Christer Björkman   | Välkommen till livet   | Mikael Bolyos (tm), Örjan Strandberg (t)        | Utslagen   |
| 7  | Pernilla Emme       | I dina ögon            | Per Andréasson (tm), Anders Dannvik (tm)        | Till Final |
| 8  | Richard Carlsohn    | Ge mig din hand        | Martin Klaman (tm), Hans Skoog (tm)             | Utslagen   |
| 9  | Tina Leijonberg     | Närmare dig            | Ingela 'Pling' Forsman (t), Håkan Mjörnheim (m) | Utslagen   |
| 10 | Arvingarna          | Eloise                 | Gert Lengstrand (t), Lasse Holm (m)             | Till Final |

### Andra omgången

#### Poäng och placeringar
| Nr | Låt                    | Distrikt | Distrikt | Distrikt | Distrikt | Distrikt     | Distrikt | Distrikt | Summa | Placering |
| Nr | Låt                    | Syd      | Sydost   | Öst      | Stholm   | Berg- slagen | Nord     | Väst     | Summa | Placering |
| -- | ---------------------- | -------- | -------- | -------- | -------- | ------------ | -------- | -------- | ----- | --------- |
| 2  | Vågornas sång          | 1        | 1        | 2        | 1        | 1            | 1        | 1        | 8     | 5         |
| 3  | Sjunde himlen          | 2        | 2        | 1        | 2        | 2            | 2        | 2        | 13    | 4         |
| 5  | We Are All the Winners | 6        | 6        | 6        | 6        | 6            | 6        | 6        | 42    | 2         |
| 7  | I dina ögon            | 4        | 4        | 4        | 4        | 4            | 4        | 4        | 28    | 3         |
| 10 | Eloise                 | 8        | 8        | 8        | 8        | 8            | 8        | 8        | 56    | 1         |

#### Telefonsamtal
| Nr           | Låt                    | Distrikt | Distrikt | Distrikt | Distrikt | Distrikt     | Distrikt | Distrikt | Totalt  | Placering |
| Nr           | Låt                    | Syd      | Sydost   | Öst      | Sthlm    | Berg- slagen | Nord     | Väst     | Totalt  | Placering |
| ------------ | ---------------------- | -------- | -------- | -------- | -------- | ------------ | -------- | -------- | ------- | --------- |
| 2            | Vågornas sång          | 1 740    | 1 290    | 946      | 1 503    | 518          | 1 239    | 1 647    | 8 883   | 5         |
| 3            | Sjunde himlen          | 2 182    | 2 166    | 941      | 1 614    | 767          | 1 674    | 2 061    | 11 405  | 4         |
| 5            | We Are All the Winners | 11 601   | 9 093    | 5 573    | 9 065    | 3 506        | 6 963    | 11 697   | 57 498  | 2         |
| 7            | I dina ögon            | 2 988    | 2 549    | 1 736    | 3 064    | 1 003        | 1 968    | 4 033    | 17 341  | 3         |
| 10           | Eloise                 | 12 349   | 9 716    | 6 705    | 11 695   | 4 419        | 9 101    | 16 933   | 70 918  | 1         |
| Totalröster: | Totalröster:           | 30 860   | 24 814   | 15 901   | 26 941   | 10 213       | 20 945   | 36 371   | 166 045 | 166 045   |

### Poänguppläsare
- Syd: Aina Rundqvist
- Sydost: Håkan Sandberg
- Öst: Larz-Thure Ljungdahl
- Stockholm: Sune Kempe
- Bergslagen: Ragnar Montelius
- Nord: Anita Lovén
- Väst: Jan Ellerås

#### Jury (reservpoängen som aldrig användes)
| Nr | Låt                    | Jurydistrikt | Jurydistrikt | Jurydistrikt | Jurydistrikt | Jurydistrikt | Jurydistrikt | Jurydistrikt | Jurydistrikt | Jurydistrikt | Jurydistrikt | Jurydistrikt | Summa | Placering |
| Nr | Låt                    | Luleå        | Umeå         | Sundsvall    | Falun        | Örebro       | Karlstad     | Stockholm    | Norr- köping | Växjö        | Malmö        | Göteborg     | Summa | Placering |
| -- | ---------------------- | ------------ | ------------ | ------------ | ------------ | ------------ | ------------ | ------------ | ------------ | ------------ | ------------ | ------------ | ----- | --------- |
| 2  | Vågornas sång          | 1            | 8            | 4            | 1            | 4            | 1            | 8            | 6            | 1            | 4            | 2            | 40    | 4         |
| 3  | Sjunde himlen          | 6            | 1            | 6            | 6            | 6            | 2            | 2            | 4            | 6            | 6            | 1            | 46    | 3         |
| 5  | We Are All the Winners | 8            | 2            | 8            | 8            | 1            | 8            | 6            | 8            | 4            | 1            | 6            | 60    | 1         |
| 7  | I dina ögon            | 4            | 4            | 1            | 2            | 8            | 4            | 4            | 1            | 8            | 2            | 8            | 46    | 2         |
| 10 | Eloise                 | 2            | 6            | 2            | 4            | 2            | 6            | 1            | 2            | 2            | 8            | 4            | 39    | 5         |

## Eurovision Song Contest

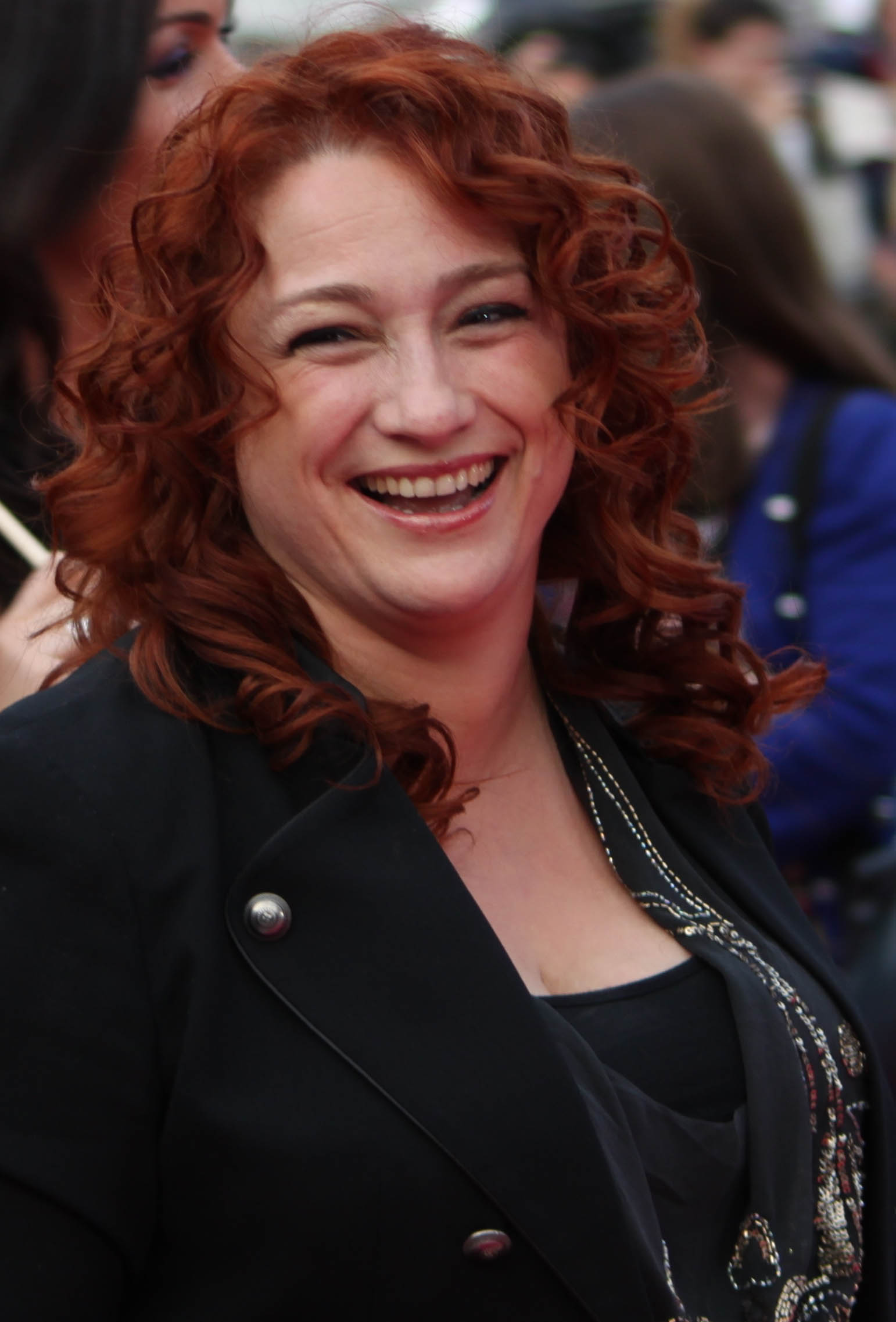
Niamh Kavanagh tävlade för Irland det här året och vann. Bilden är tagen år 2010 då hon återigen tävlade för Irland.

Irlands seger året innan innebar att de stod värd för Eurovisionen det här året. Den lilla staden Millstreet, som bara har 1 500 invånare, valdes till värdstad och själva tävlingsarenan blev RTE Green Glens Arena, som egentligen var ett hästsportscentrum. Hela 25 länder deltog i tävlingen och detta berodde på att både Sovjetunionen samt unionen Jugoslavien hade och/eller höll på att upplösas och att dess stater nu blivit delvis fria och ville själva tävla i Eurovisionen. För att inte allt för många länder skulle delta hölls ett förkval ett par veckor före den riktiga finalen där länder som ville debutera i tävlingen fick tävla om ett antal finalplatser. De som gick vidare till finalen blev Bosnien och Hercegovina, Kroatien och Slovenien medan resterande kvalländer (Estland, Rumänien, Slovakien och Ungern) fick avstå tävlan minst ett år.  
Det här året tillträdde dansken Christian Clausen som ny chef för Eurovisionen efter Frank Naef som haft jobbet sedan slutet av 1970-talet.  
I själva finalen gick Sverige ut som land nummer 13 av 25 och slutade efter juryöverläggningarna på sjunde plats med 89 poäng. Segern gick till värdnationen Irland med hela 187 poäng, vilket innebar att det var tredje gången som ett värdland vunnit Eurovision två år i följd. Ingen visste då att det var början på en lång vinnarsvit för Irlands del. Storbritannien hamnade på andra plats vilket var den 14:e i ordningen medan Schweiz blev trea (och det skulle sedan dröja fram till 2021 innan en liknande placering åter skedde). Allra sist blev Belgien som bara fick ihop tre poäng (från Tyskland).